# Pheidole hospes
Pheidole hospes är en myrart som beskrevs av Smith 1865. Pheidole hospes ingår i släktet Pheidole och familjen myror. Inga underarter finns listade i Catalogue of Life.